# Vera Cruz (film)

Afișul original al filmului

Vera Cruz este un film western tehnicolor american din 1954, regizat de Robert Aldrich după o poveste de Borden Chase. Rolurile principale sunt interpretate de actorii Gary Cooper și Burt Lancaster, iar în film apar și Denise Darcel, Sara Montiel și Cesar Romero. Personajele imorale din film și atitudinea cinică față de violență (inclusiv o scenă în care personajul lui Lancaster amenință să-i ucidă pe copiii ostatici) au fost considerate șocante în acel timp și a influențat viitoarele filme western precum Cei șapte magnifici, Hoarda sălbatică, sau filmele lui Sergio Leone.

## Rezumat

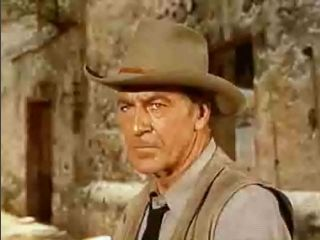
Gary Cooper în rolul Ben Trane

În timpul Războiului franco-mexican, fostul soldat confederat Ben Trane (Cooper) călătorește spre Mexic în căutarea unui loc de muncă ca mercenar. El se aliază cu Joe Erin (Lancaster), un pistolar care conduce o bandă de criminali (din care făceau parte personajele interpretate de Ernest Borgnine, Jack Elam, Charles Bronson și Archie Savage). Ei sunt recrutați de către împăratul Maximilian I al Mexicului (George Macready) pentru a ajuta la escortarea contesei Duvarre (Denise Darcel) către Vera Cruz.
Trane și Erin descoperă că contesa și marchizul Henri de Labordere (Cesar Romero) transportă în secret o cantitate mare de aur destinat pentru Armata Franceză. Toți cei implicați, inclusiv agenta secretă juaristă Nina (Sara Montiel), conspiră să-l fure pentru propriile lor scopuri. De asemenea, aurul este râvnit și de Morris Ankrum, un lider eroic juarist, care dorește să-l folosească pentru ca armata sa să câștige războiul.
În final, Trane și Erin se înfruntă într-o confruntare care se încheie cu moartea lui Erin.

## Distribuție
- Gary Cooper - Ben Trane
- Burt Lancaster - Joe Erin
- Denise Darcel - contesa Marie Duvarre
- Cesar Romero - marchizul Henri de Labordere
- Sara Montiel - Nina (creditată ca Sarita Montiel)
- George Macready - împăratul Maximillian
- Ernest Borgnine - Donnegan
- Morris Ankrum - generalul Ramírez
- Henry Brandon - căpitanul Danette
- Charles Bronson - Pittsburgh (creditat ca Charles Buchinsky)
- Jack Lambert - Charlie
- Jack Elam - Tex
- James McCallion - Little-Bit
- James Seay	- Abilene
- Archie Savage - Ballard
- Charles Horvath - Reno
- Juan García - Pedro